# この愛に生きて
『この愛に生きて』（このあいにいきて）は、1994年4月14日から6月30日までフジテレビ系「木曜劇場」枠で放送されたテレビドラマ。主演は安田成美。全12話。平均視聴率は13.0%、最高視聴率は17.8％（最終回）。
1994年11月18日に「この愛に生きて-SPECIAL EDITION-」として全4巻でVHS化されているが、DVD化はされていない。

## 概要
平凡な主婦の日常、夫の浮気、妻の不倫、そして純愛へ、さらに子供の誘拐、殺人事件と、純愛ドラマ+サスペンスドラマというかなり密度の濃いものになっている。

## キャスト
植草曙美 - 安田成美
主婦。不倫の末に聖一と結婚。
標悠作 - 岸谷五朗
警視庁渋谷警察署防犯課の刑事。　
江波田立子 - 美保純
聖一の元妻。大手出版社で雑誌編集者として働くキャリアウーマン。
土岐小織 - 深津絵里
キャバクラ嬢。
柚原周平 - 嶋田久作
悠作の先輩刑事で彼の親友。警察署内一の堅物として知られているが、裏では風俗業者と癒着し賄賂を受け取っているという疑惑がある。
9話で警察を辞め、レストランバーを開店する。
植草和 - 青柳翔
曙美の息子。
室岡芳樹 - 春田純一
悠作の先輩刑事。
植草聖一 - 豊川悦司
曙美の夫でエリートのサラリーマン。元妻の立子と不倫している。
曙美の親友。
奥脇春絵 - 風吹ジュン
主婦。売春クラブの会員。
盛田忠久 - 山本圭
盛田千鶴子 - 岩本多代
曙美の両親。
江波田茂樹 - 渡辺文雄
立子の父親。地元の名士であり、中央政界とパイプを持つ。
桜井課長 - 浅沼晋平
刑事課の課長。異動後の悠作の上司。
小野恒幸 - 近藤芳正
倉本謙治 - 福田健次
三宅 - 諏訪部仁
紅谷輝生 - 渡辺哲
刑事課の係長。異動後、悠作の直属の上司となる。
安部 - 榎田逸美
広田 - 松本公成
長岡 - 佐々木誠人
警視庁捜査一課の刑事。平木とコンビを組む。
平木 - 久我美智子
警視庁捜査一課の刑事。長岡の先輩である。
防犯課長 - 黒田大三
悠作・周平・室岡らの上司。
紫野検事 - 隆大介
東京地方検察庁刑事部の捜査検事。

### ゲスト
花田和也 - 中丸新将（第1話）※友情出演
曙美と出会ったバーのバーテン。
猪崎 - 松澤一之（第2話・第7話）
主婦売春の元締め。
田丸 - 田口トモロヲ（第7話）
福島 - 坂西良太（第7話）
高月光男 - 大林丈史（最終話）

## スタッフ
- 脚本：野沢尚
- 主題歌：橘いずみ（現・榊いずみ）「永遠のパズル」
- 挿入歌：ブレッド「イフ」
- 演出：河毛俊作、田島大輔、樋口徹
- プロデュース：喜多麗子

## サブタイトル
VHS版では第6・7話以外のサブタイトルは本放送と異なるサブタイトルがつけられている（カッコ内がVHS版のサブタイトル）。
1. 妻のロマンス（妻は渇いている）
2. めぐり逢えたら（売春世界）
3. 不倫体質の女（愛をいくらで買う）
4. 夫婦の決定的瞬間（恋がねじれた日）
5. 夫の目の前で…（午後4時までの情事）
6. 沈黙のわが子（本放送と同じ）
7. 君を守りたい！（本放送と同じ）
8. 身近な真犯人（六月の花嫁）
9. 復讐始まる（夫婦の真実）
10. 今夜殺します（破局）
11. 私が犯人です！（死がふたりを分かつまで）
12. 結末・愛ある限り（長いお別れ）

## 受賞
- 第1回ザテレビジョンドラマアカデミー賞[1]
  - 助演男優賞（岸谷五朗）

## VHS化での追加要素
- 本放送ではエンドロールなしで終わった最終話の本編終了後にスタッフ&キャストロールが追加されている。
- 本放送では話数表記のみでサブタイトル表記はなかったが、オープニングタイトルバックのあとにサブタイトル表示も追加された。

## その他
- 野沢尚が当初提案したプロットの後半は、主人公・曙美が「黒衣の未亡人」となり、我が子を死に追いやった関係者を次々に殺害していくという復讐劇に近いものであったが、プロデューサー側から殺人を正当化する人物はエンターテイメントの主人公としてふさわしくないと難色を示し、比較的マイルドな展開に改められた。曙美が殺人を犯すシーンも残酷な表現は避けられ、前回の予告で放送された大量の血が流れるシーンは本編の放送ではカットされている。